# 科索沃和塞爾維亞的經濟正常化協議
科索沃和塞爾維亞的經濟正常化協議（英語：Kosovo and Serbia economic normalization agreements）是科索沃和塞尔维亚同意促进彼此经济正常化的两份文件。这些文件是由科索沃总理阿夫杜拉·霍蒂和塞尔维亚总统亚历山大·武契奇于2020年9月4日在白宫签署的，美国总统唐纳德·特朗普則在场見證。

## 背景

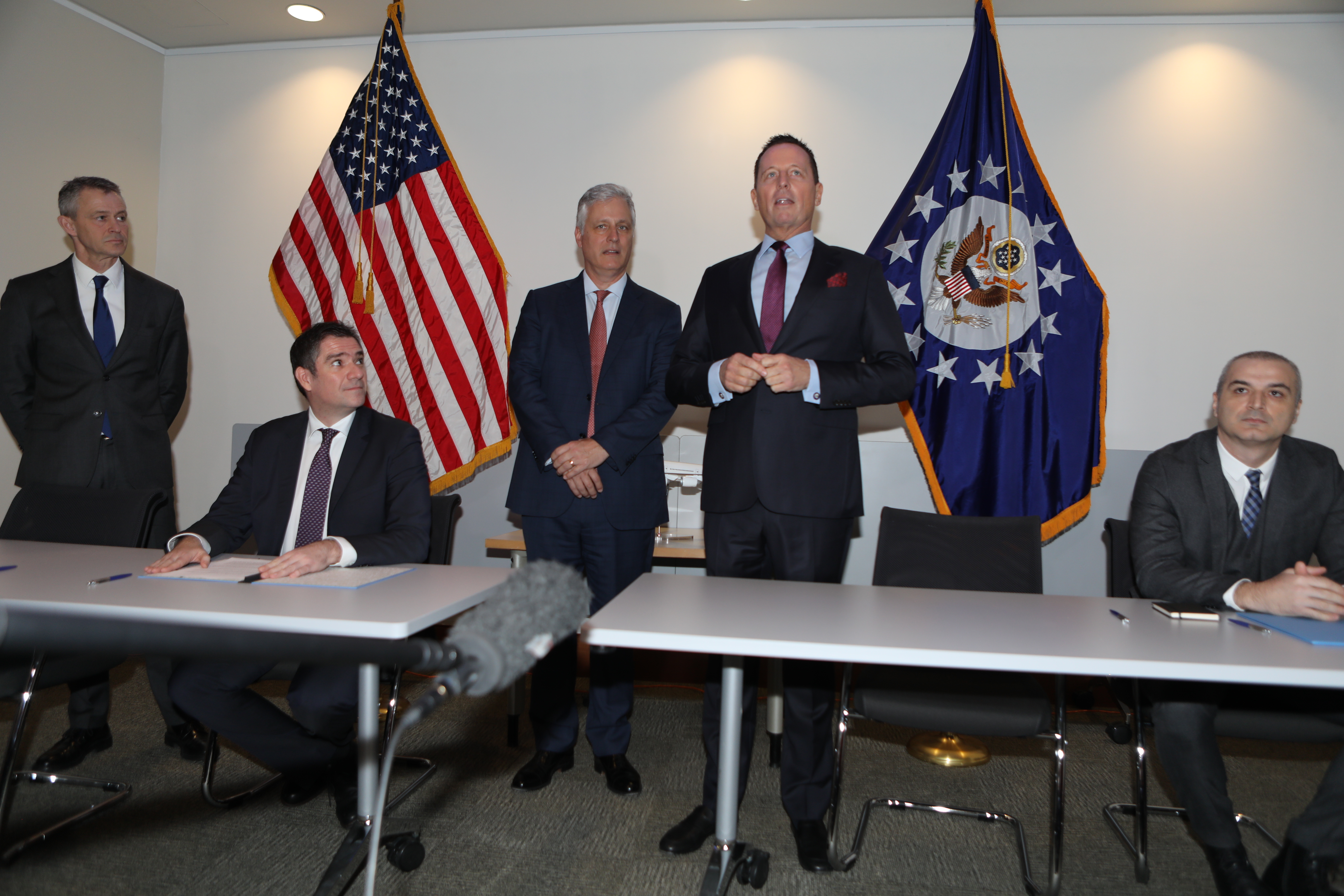
塞尔维亚经济部国务秘书Milun Trivunac（左坐）；美国总统塞尔维亚和科索沃和平谈判特使理查德·格雷内尔（右）；科索沃民航局局长Eset Berisha（右坐）

2019年10月4日，唐纳德·特朗普任命理查德·格雷内尔为总统特使，负责塞尔维亚和科索沃和平谈判。经过数月的外交谈判，格雷内尔于2020年1月20日促成了塞尔维亚和科索沃之间的谈判，两国同意恢复两国首都之间的航班，这是20多年来的第一次。双方原定于2020年6月27日在华盛顿举行和平峰会，但由于可能起诉哈希姆·萨奇犯有战争罪而被取消。
格雷内尔在白宫组织了一场新的峰会，定于2020年9月3日和4日举行。格雷内尔和罗伯特·C·奥布莱恩共同主持了这次会谈。9月4日，塞尔维亚总统亚历山大·武契奇和科索沃总理阿夫杜拉·霍蒂签署了上述协议。签字仪式于2020年9月4日在白宫椭圆形办公室举行，美国总统唐纳德·特朗普也出席了签字仪式。双方分别签署了两份文件，一份由武契奇签署，另一份由霍蒂签署。两者之间唯一的区别是关于与以色列关系的最后条款。两份文件都以唐纳德·特朗普的贺词开头。
科索沃和塞尔维亚在与美国就经济问题进行谈判的同时，继续参加由欧盟主导的平行对话，重点讨论双方的政治分歧。

## 协定
塞尔维亚将暂停其官方和非官方鼓励其他国家要么不承认科索沃，要么取消现有的承认。作为回报，科索沃在同一时期内将不再申请加入国际组织。还承诺寻找和确认1998年－1999年科索沃冲突中失踪人员的遗体，并帮助从该冲突和战争结束后的难民恢复生活。
科索沃和塞尔维亚同意进行一项联合可行性研究，研究将贝尔格莱德─普里什蒂纳铁路网与亚得里亚海沿岸一个深水港连接起来的各种备选方案。双方同意与美国国际开发金融公司和美国进出口银行就和平公路、普里什蒂纳和梅尔达尔之间的铁路、尼什和普里什蒂纳之间的铁路、中小企业融资和其他项目的运营达成谅解备忘录。他们还将启用两国边界上的梅尔代尔行政过境点。 美国向双方承诺，由美国政府担保的贷款将用于战略性基础设施建设，美国国际开发金融公司将在贝尔格莱德专职工作。
双方将在美国在巴尔干地区开展更广泛合作的框架内，加强航空旅客筛查，相互分享信息，并致力于技术升级以打击非法活动。
他们还将与美国能源部就共享加齐沃达湖作为可靠的水和能源供应进行可行性研究。
作为协议的一部分，塞尔维亚和科索沃都同意加入迷你申根区。
双方就对方颁发的文凭和专业证书予以认可。
塞尔维亚同意于2021年7月将其驻以色列大使馆从特拉维夫迁至耶路撒冷，以色列和科索沃同意相互承认并建立外交关系。科索沃还宣布，他们将把大使馆设在耶路撒冷。这样，塞尔维亚将成为第一个在耶路撒冷设立大使馆的欧洲国家，科索沃将成为第一个这样做的穆斯林占多数的国家。
双方都将从他们的移动网络中移除被称为“不受信任的供应商”提供的5G设备，并禁止这些供应商在未来投标。塞尔维亚和科索沃官员表示，这指的是华为等中国企业。
双方承诺保护和促进宗教自由，包括恢复不同宗教间的交流、保护宗教场所和执行法院关于塞尔维亚东正教的裁决、继续归还大屠杀时期无继承人和无人认领的犹太财产。
协议中还包括塞尔维亚和科索沃都将真主党列为恐怖组织的条款，并支持同性恋合法化。

## 履行
2020年9月15日，美国国际开发金融公司和美国进出口银行与科索沃和塞尔维亚政府签署了意向书，为在尼什和普里什蒂纳之间修建一条“和平公路”提供资金。
2020年9月21日，美国国际开发金融公司首席执行官理查德·格雷内尔和亚当·S·伯勒访问科索沃普里什蒂纳，会见了科索沃总理阿夫杜拉·霍蒂。双方签署了科索沃-美国投资协议，其中美国承诺向科索沃投资10亿美元，用于连接科索沃和塞尔维亚的铁路项目、布雷佐维萨的滑雪中心、和平高速公路以及2020年科索沃-塞尔维亚经济正常化协议的其他倡议。
2020年9月22日，理查德·格雷内尔和亚当·伯勒访问塞尔维亚贝尔格莱德。 伯勒会见了塞尔维亚总理纳纳比奇，两人签署了美国和塞尔维亚关于经济发展筹资问题的联合声明。他们还在贝尔格莱德开设了美国国际开发金融公司的第一个海外办事处。
同日，科索沃和塞尔维亚商会会长拉基奇和卡德兹签署了关于成立联合小组致力于落实科索沃和塞尔维亚经济正常化协议的声明。

## 各国反应

### 支持
- 以色列总理本雅明·内塔尼亚胡发表了一份声明，对这些协议表示欢迎，并在声明中写道，“这是首个穆斯林占多数的国家在耶路撒冷开设大使馆。”正如我最近几天所说的，以色列的和平和承认圈正在扩大，预计其他国家也会加入。”[26]
- 科索沃总理阿夫杜拉·霍提表示，这些协议的签署是“科索沃和该地区的伟大时刻”。[2]2020年9月19日，哈希姆·萨奇总统授予特朗普总统自由勋章，这是科索沃的最高荣誉之一，以表彰特朗普为加强巴尔干地区的和平与和解做出的个人贡献。[27]罗伯特·奥布莱恩和理查德·格雷内尔也被授予了总统功勋勋章，萨奇总统称这对该协议来说是“不可或缺的”。
- 俄罗斯外长拉夫罗夫证实，俄罗斯在科索沃问题上公开支持塞尔维亚。[28]然而，俄罗斯也对两国经济正常化表示欢迎。[29]
- 塞尔维亚总统亚历山大·武契奇表示，这些协议是“向前迈出的一大步”。[2]
- 美国总统唐纳德·特朗普赞扬了这些协议，称这是“真正具有历史意义的一天”，并补充说“以前有很多战斗，现在有很多爱。”经济可以让人们走到一起。”[30]

### 反对
- 阿拉伯联盟批评塞尔维亚和科索沃在耶路撒冷而不是特拉维夫开设大使馆的决定。[31]
- 巴勒斯坦外交部和侨民部谴责美国总统唐纳德·特朗普发表的关于塞尔维亚和科索沃政府批准在耶路撒冷开设大使馆的声明，称这一举动是“对巴勒斯坦人民、他们的事业和他们公正合法的民族权利的公然和不正当的侵犯”。[32]巴勒斯坦驻塞尔维亚大使纳班回应说:“这一声明只要成为现实，就违反国际法和联合国关于巴勒斯坦问题和耶路撒冷被占领城市的决议。”[33]
- 土耳其对塞尔维亚将其驻以色列大使馆迁至耶路撒冷的决定表示担忧，称此举“明显违反了国际法”。[34]土耳其还敦促科索沃不要把驻以色列大使馆设在耶路撒冷。[35]

### 二者兼有
- 2020年9月7日，亚历山大总统和阿夫杜拉·霍蒂总理在布鲁塞尔确认，他们高度重视欧盟一体化，并将继续推进由欧盟促成的贝尔格莱德-普里什蒂纳对话，这是他们各自欧盟道路上的关键因素。最近在华盛顿商定的文件以以前有关对话的承诺为基础，可以为就关系正常化达成一项全面、具有法律约束力的协议作出有益的贡献。总统和阿夫杜拉·霍蒂总理在布鲁塞尔确认，他们高度重视欧盟一体化，并将继续推进由欧盟促成的贝尔格莱德-普里什蒂纳对话，这是他们各自欧盟道路上的关键因素。最近在华盛顿商定的文件以以前有关对话的承诺为基础，可以为就关系正常化达成一项全面、具有法律约束力的协议作出有益的贡献。[36][37]同日，欧盟警告塞尔维亚和科索沃，如果他们将以色列大使馆迁往耶路撒冷，可能会破坏他们加入欧盟的希望。塞尔维亚外交部长达契奇说，最终决定仍需由政府讨论，并将取决于“许多因素”，包括与以色列关系的未来发展。[38]欧盟外交事务发言人彼得·斯塔诺说:“在这种情况下，任何可能对欧盟在耶路撒冷问题上的共同立场产生质疑的外交措施都是令人严重关切和遗憾的事情。”[39]

## 外部連結
- 協議全文 （页面存档备份，存于）（英文）